# Municipio de Lykens (Pensilvania)
El municipio de Lykens (en inglés: Lykens Township) es un municipio ubicado en el condado de Dauphin en el estado estadounidense de Pensilvania. En el año 2000 tenía una población de 1.095 habitantes y una densidad poblacional de 16 personas por km².

## Geografía
El municipio de Lykens se encuentra ubicado en las coordenadas 40°36′00″N 76°45′59″O / 40.60000, -76.76639.

## Demografía
Según la Oficina del Censo en 2000 los ingresos medios por hogar en la localidad eran de $40,417 y los ingresos medios por familia eran de $45,156. Los hombres tenían unos ingresos medios de $31,172 frente a los $22,625 para las mujeres. La renta per cápita de la localidad era de $15,096. Alrededor del 7,4% de la población estaba por debajo del umbral de pobreza.